# Вунаскватакет
Вунаскватакет (англ. Woonasquatucket River) — река в штате Род-Айленд, США. Длина реки — 25 км, площадь водосборного бассейна — 130 км².
Истоки реки находятся около Норт-Смитфилда, далее Вунаскватакет протекает в юго-восточном направлении, после чего, сливаясь с рекой Мошассук, образует реку Провиденс.
Название происходит из местного алгонкинского наречия и обозначает «место, где кончается солёная вода». Действительно, река Провиденс является приливной рекой, во время прилива в ней вода становится солоноватой.

## Галерея

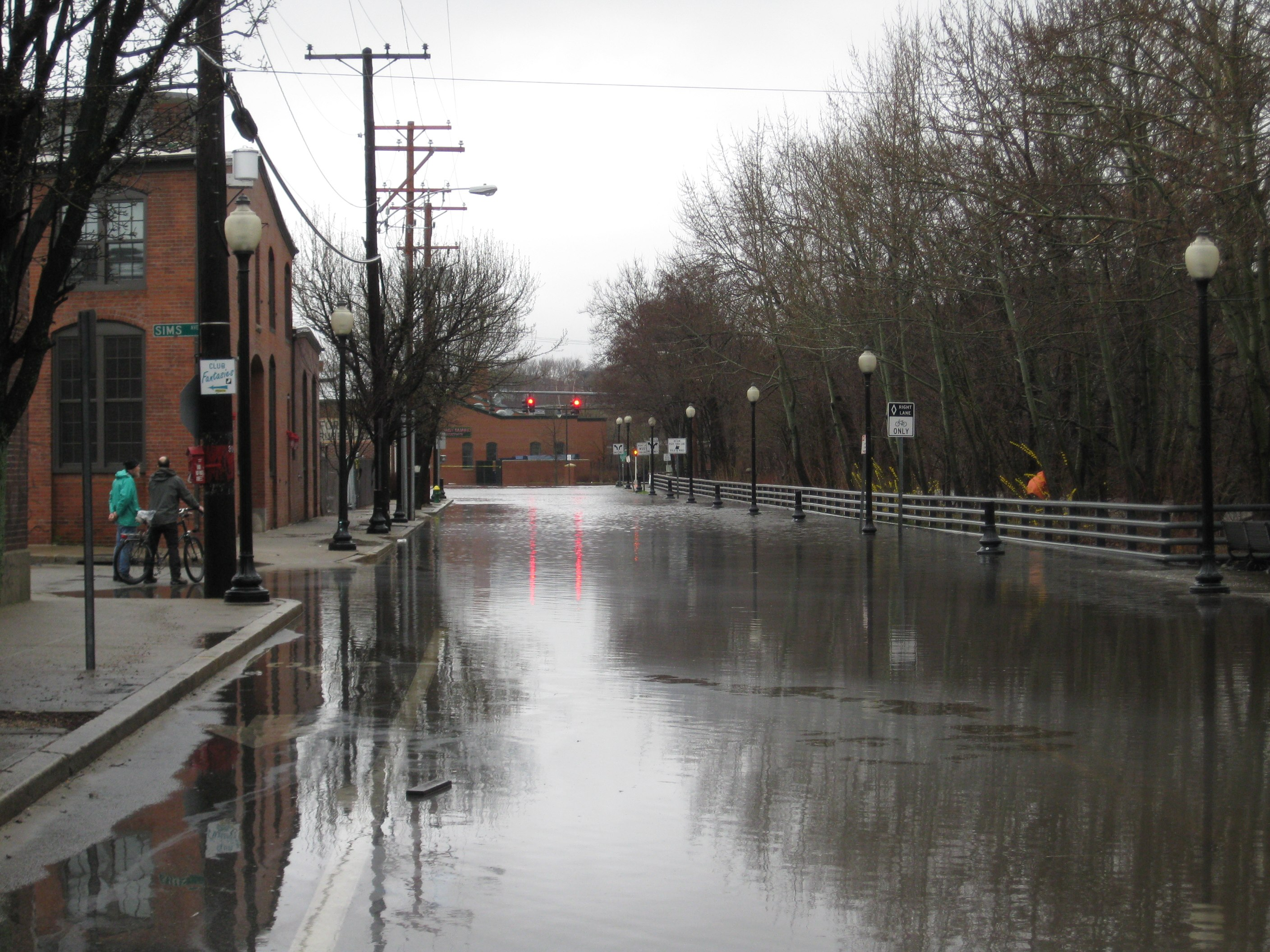
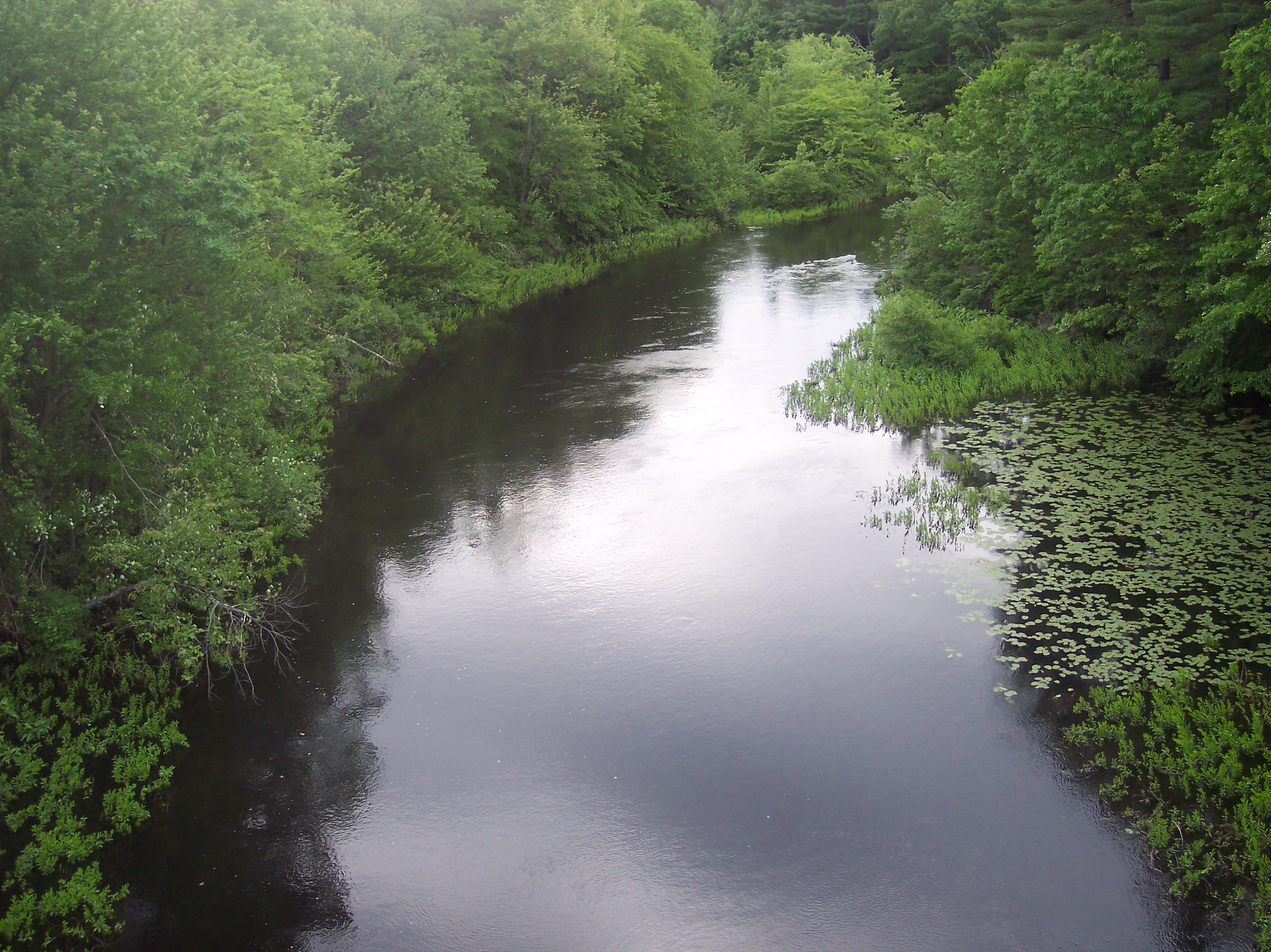
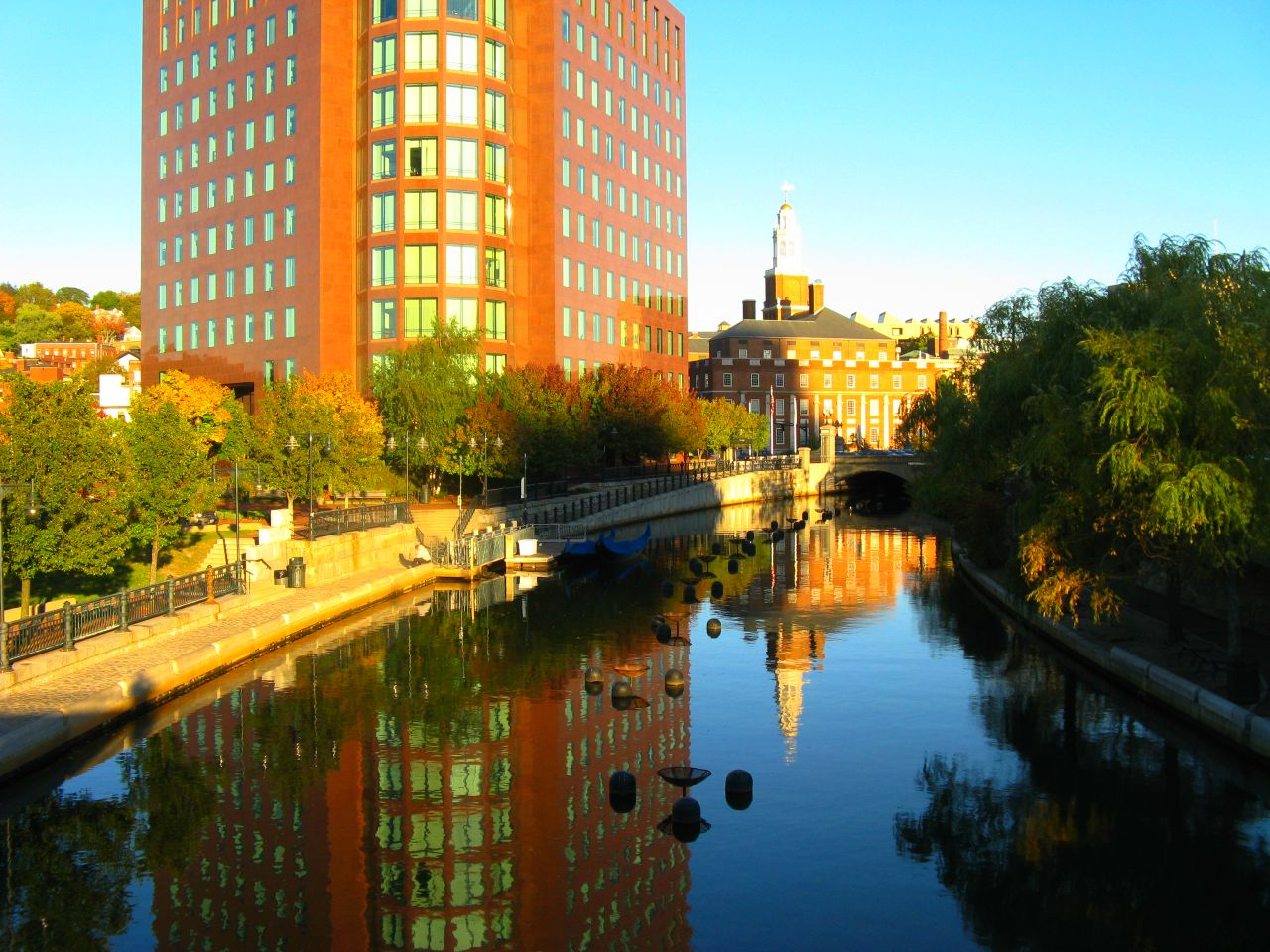
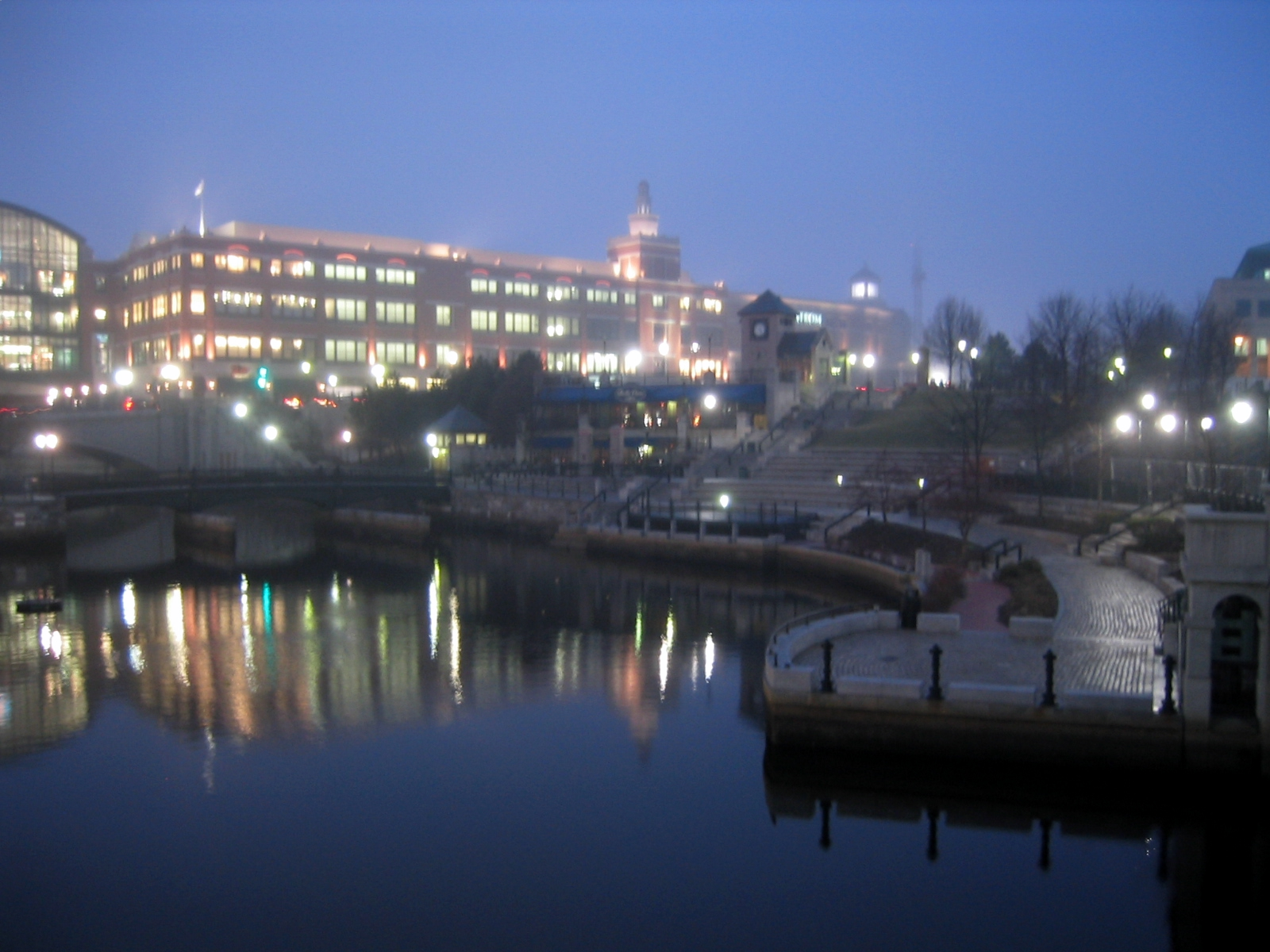